# Принцип Юма
Принцип Юма (гильотина Юма) — принцип, утверждающий невозможность перехода от суждений со связкой «есть» (описательных) к суждениям со связкой «должен» (содержащих предписание) исключительно на основании логики. Назван в честь шотландского философа Дэвида Юма, отметившего опрометчивость попыток современников вывести моральные нормы из знаний о сущем.

## Происхождение
Принцип берёт начало со слов Юма, написанных им в 1740 году в «Трактате о человеческой природе»:

Я заметил, что в каждой этической теории, с которой мне до сих пор приходилось встречаться, автор в течение некоторого времени рассуждает обычным образом, устанавливает существование Бога или излагает свои наблюдения относительно дел человеческих; и вдруг я, к своему удивлению, нахожу, что вместо обычной связки, употребляемой в предложениях, а именно «есть» или «не есть», не встречаю ни одного предложения, в котором не было бы в качестве связки «должно» или «не должно». Подмена эта происходит незаметно, но тем не менее она в высшей степени важна. Раз это «должно» или «не должно» выражает некоторое новое отношение или утверждение, последнее необходимо следует принять во внимание и объяснить, и в то же время должно быть указано основание того, что кажется совсем непонятным, а именно того, каким образом это новое отношение может быть дедукцией из других, совершенно отличных от него.

## Влияние
Пристальное внимание к этому утверждению появилось с начала XX века, как со стороны философов, так и логиков, и теоретиков права. В частности, с его помощью Пуанкаре указывал на тщетность попыток научного обоснования морали, а Поппер придавал этому принципу важное значение в связи с доктриной «автономии морали» и либерализмом. Впоследствии этот тезис стал одним из важнейших для аналитической философии в области метаэтики. Принцип не избежал критики за слишком категоричное разделение «мира ценностей» и «мира фактов», разрушительное для традиционной этики, с чем связано второе название «гильотина Юма», данное Максом Блэком. Было осуществлено множество попыток поставить принцип под сомнение, но общепризнанного опровержения до сих пор не было предложено.

## Философия
Принцип имеет общефилософское значение, будучи так или иначе связан и с этикой, и с эпистемологией, и с онтологией.

### Этика
Принципу Юма часто отводится центральная роль в деле построения наук, пытающихся обосновывать некоторые нормы и ценности. Порой даже встречается утверждение, что возможно лишь наблюдение моральной жизни, но никак не её кодификация, вследствие чего все системы этики равноправны, так как одинаково не опираются на факты. Следует отметить, что хотя принцип и указывает на автономию этики от естественнонаучных дисциплин, в том числе и от физиологии, это не позволяет сделать вывод о полном отсутствии связи между областями их исследований.

### Теория познания
Принцип наглядно иллюстрирует, что достоверность общих положений может не иметь возможности быть выведенной из фактов строго логически. Частичное разрешение этого парадокса было осуществлено ещё Кантом, который постулировал существование синтетических суждений априори. Тем не менее, была обозначена проблема передачи истинностности от фактов к общим положениям. И если в философии науки для этих целей была предложена верификация, то в этике подобного более-менее однозначного принципа разработано до сих пор не было.
Принцип может быть эпистемологически рассмотрен в рамках более фундаментальных положений, утверждающих принципиальную несовместимость функций описательных и рекомендательных утверждений. Так как описание преследует цель привести слова в соответствие миру, а рекомендация — мир словам, то они противоположны, следовательно, их нельзя друг к другу свести.

### Онтология
По мнению И. Т. Касавина, принцип базируется на скептическом признании ограниченности нашего знания и на платоновской метафизике, предполагающей обособленное существование «мира идей» от «мира вещей». Таким образом, «неопровержимость» этого тезиса может быть напрямую связана с онтологической подлинностью подобного разделения миров.